# Ереванский фестиваль анимационного кино 2012
РеАнимания 2012 — IV-й ежегодный открытый международный фестиваль анимационного кино проходивший в Армении с 3 по 9 ноября 2012 года

## История
Четвёртый международный анимационный кинофестиваль «РеАнимания» под девизом «Под одним зонтом» прошёл в Армении с 3 по 9 ноября 2012 года. На фестиваль было представлено около 400 фильмов из 42 стран. Перед началом фестиваля был устроен флэшмоб с зонтиками, который украсил фестивальный старт. Церемония открытия «РеАнимании» прошла в красном зале кинотеатра «Москва», где каждый зритель в день открытия нашёл под своим сиденьем плитку шоколада. Стартовал фестиваль премьерой французского анимационного фильма «Картина». В рамках форума прошло ряд мероприятий: был отмечен 50-летний юбилей режиссёра Владимира Маиляна, а 5 ноября в кинотеатре «Наири» была представлена программа, посвящённая 100-летию русской анимации. Были показаны лучшие российские анимационные фильмы снятые за последние 3 года. За время проведения фестиваля было задействовано 11 площадок и кинозалов, прошёл ряд мастер-классов с участием известных аниматоров Марсело Марао (Бразилия) и Мартина Уолнера (Германия).
Закрытие «РеАнимании» прошло в полном аншлаге. Фестиваль закрыл фильм испанского режиссёра Игнасио Феррераса «Морщинки» о дружбе между двумя старичками, оказавшимися в Доме престарелых.

## Победители и лауреаты конкурса

### Лучший полнометражный фильм
ГРАН ПРИ
- «Человеческая трагедия» (The Tragedy of Man) — Марсель Джанкович (Венгрия)

### Лучший короткометражный фильм
ГРАН ПРИ
- «Чинти» (CHINTI) — Наталья Мирзоян (Армения)

### Лучшая дипломная работа (лучший выпускной фильм)
ГРАН ПРИ
- /  «Встав во имя свободы» (Standing up for Freedom) — Карлос Ласкано[англ.] (Испания / Чехия)

### Лучший телевизионный/рекламный фильм
ГРАН ПРИ
- «366 дней» (366 TAGE) — Йоханесс Шизль[нем.] (Германия)

### Лучший музыкальный фильм
ГРАН ПРИ
- «Духи фортепиано» (Spirits of the piano) — Магдалена Осинская[пол.] (Германия)

### Приз детского жюри за лучший фильм
ГРАН ПРИ
- «Терпи меня» (Spirits of the piano) — Касиа Вилк (Германия)

## Другие призы
СПЕЦИАЛЬНЫЙ ПРИЗ ЖЮРИ
- «WWF 100% Возобновляемая энергия» — Амика Кубо Тори (Япония)

## О фестивале
Немецкий аниматор Мартин Волнер:
Все представленные фильмы были достаточно высокого уровня. И то, что один из победителей — армянский режиссёр, говорит о прогрессе анимации в Армении